# 白語支
白语支是由郑张尚芳（2010）提出的汉白语族（有争议）的一个分支，他认为蔡家话和白语是姊妹语言。相比之下，沙加尔（2011）认为，蔡家话和瓦乡话源于上古汉语的早期分支。此外，龙家语和卢人语这两门绝迹语言与蔡家话密切相关（贵州，1984）。

## 所属语言
白语支包含下列语言：
- 白语[2]
- 蔡家话、龙家语、卢人语[5]

白语有上百万使用者；蔡家话则濒临灭绝，仅有约一千名使用者；龙家语和卢人语则已灭绝。贵州威宁的七姓民也可能曾使用过白语支的语言，但现在说罗苴语。
伍云姬和沈瑞清（2010）指出了上古汉语、瓦乡话、蔡家话和白语的相似之处。龚勋（2015）认为白语可能是一个具有羌语基础的异常汉语，并指出白族既有汉-白词汇层又有前白语词汇层。 龚勋（2015）也指出，白族的上古汉语层更类似于三世纪中期分布于冀州、兖州、司州和豫州的上古汉语西部方言，而不是后来成为中古汉语的祖语的分布于青州和徐州的上古汉语东部方言。在上古汉语的西部方言中，/*l̥ˤ-/演变为/*xˤ-/，而东部方言中/*l̥ˤ-/演变为/*tʰˤ-/，而后演变为中古汉语的透母th-。白一平和沙加尔（2014：113-114）也注意到了上古汉语的东西方言分裂。